# بلاد الفراء (رواية)
بلاد الفراء (بالفرنسية: Le Pays des fourrures)‏، (بالإنجليزية: The Fur Country)‏ هي رواية من تأليف الروائي جول فيرن صدرت عام 1873.

## روابط خارجية
- 52 رسم توضيحي بواسطة جول فيرات